# Константинов, Евгений Семёнович
Евгений Семенович Константинов (укр. Євген Семенович Константинов; род. 2 мая 1937, Макеевка, Сталинская область) — украинский политик. Народный депутат Украины. Член партии ВО «Батьківщина» (до 2010). Лауреат Государственной премии Украины в области науки и техники (1994).

## Биография
Родился в семье шахтера. Жена — Константинова Елена Владимировна (1946). Имеет 2 детей.
Постоянное место проживания — Донецкая область, Константиновский район, село Кондратовка.

## Образование
В 1956 году окончил Дружковский машиностроительный техникум, а с 1964 до 1970 года учился в Краматорском индустриальном институте по специальности инженер-механик.

## Карьера
- 1956—1959 — служба в армии.
- С 1960 — слесарь-сборщик, с 1964 — старший инженер, 1967—1971 — заместитель начальника, 1971—1977 — начальник инструментального цеха, 1977—1979 — начальник СКБ — председатель конструкторного завода, 1980—1985 — заместитель директора по производству, 1985—1988 — главный инженер, с 1988 — директор Дружковского машиностроительного завода.
- С 1996 — председатель правления ОАО «Дружковский машиностроительный завод».

## Парламентская деятельность
Народный депутат Украины 3-го созыва с 12 мая 1998 к 14 мая 2002 по избирательному округу № 51 в Донецкой области. Явка 67,3 %, «за» 32,1 %, 18 соперников. На время выборов: председатель правления ОАО «Дружковский машиностроительный завод», беспартийный. Параллельно баллотировался от «Блока демократических партий НЭП», № 32 в списке. Член фракции «Громада» (май 1998 — февраль 2000), внефракционный (февраль — март 2000), член фракции «Батькивщина» (с марта 2000). Член Комитета по вопросам топливно-энергетического комплекса, ядерной политики и ядерной безопасности (с июля 1998).
Народный депутат Украины 4-го созыва с 31 мая 2005 к 25 мая 2006 от «Блока Юлии Тимошенко», № 26 в списке. На время выборов: народный депутат Украины, член партии ВО «Батькивщина». Член фракции «Блок Юлии Тимошенко» (2 июня — 4 ноября 2005), член фракции партии «Единая Украина» (4 ноября 2005 — 14 февраля 2006), член фракции «Блок Юлии Тимошенко» (с 14 февраля 2006). Член Комитета по делам пенсионеров, ветеранов и инвалидов (с 16 июня 2005).
Народный депутат Украины 5-го созыва с 25 мая 2006 до 14 июня 2007 от «Блока Юлии Тимошенко», № 124 в списке. На время выборов: народный депутат Украины, член партии ВО «Батькивщина». Член фракции «Блок Юлии Тимошенко» (с 25 мая 2006). Член Комитета по делам пенсионеров, ветеранов и инвалидов (18 июля — 6 сентября 2006), председатель подкомитета по вопросам законодательного обеспечения социальной защиты ветеранов войны и труда, других граждан преклонного возраста Комитета по делам пенсионеров, ветеранов и инвалидов (с 6 сентября 2006). 14 июня 2007 года досрочно прекратил свои полномочия во время массового сложения мандатов депутатами-оппозиционерами с целью проведения внеочередных выборов в Верховную Раду.
Народный депутат Украины 6-го созыва с 23 ноября 2007 от «Блока Юлии Тимошенко», № 124 в списке. На время выборов: пенсионер, член партии ВО «Батькивщина». Член фракции «Блок Юлии Тимошенко» (23 ноября 2007 — 21 сентября 2010). Исключен из фракции «за сотрудничество с большинством». Член группы «Реформы ради будущего» (с 16 февраля 2011). Член Комитета по делам пенсионеров, ветеранов и инвалидов (с 26 декабря 2007).
10 августа 2012 во втором чтении проголосовал за Закон Украины «Об основах государственной языковой политики», который противоречит Конституции Украины, не имеет финансово-экономического обоснования и направлен на уничтожение украинского языка. Закон был принят с нарушениями регламента.

## Награды и премии
- Орден Дружбы (7 февраля 1998 года, Россия) — за большой личный вклад в развитие угольной промышленности России, укрепление дружественных отношений и сотрудничества между народами[5].
- Государственная премия Украины в области науки и техники (28 декабря 1994 года) — за разработку, освоение серийного производства и внедрение щитовых агрегатов для комплексной механизации выемки угля из крутых и крутонаклонных пластов, в том числе выбросоопасных, широкими полосами по падению[6].
- Премия Совета Министров СССР (1982 год).
- Знак «Шахтёрская слава» II степени (1997 год).
- Знак «Шахтёрская слава» III степени (1993 год).
- Академик АИНУ (с 1992 года).